# Кенель, Франциска фон
Франци́ска фон Ке́нель (нем. Franziska von Känel; род. 1980) — швейцарская кёрлингистка.

## Достижения
- Чемпионат Европы по кёрлингу: золото (1996).
- Чемпионат Швейцарии по кёрлингу среди женщин: золото (1997).
- Чемпионат мира по кёрлингу среди юниоров: серебро (1988).
- Чемпионат Европы по кёрлингу среди юниоров: бронза (1987).
- Чемпионат Швейцарии по кёрлингу среди юниоров: золото (1987).

## Команды
| Сезон   | Четвёртый        | Третий          | Второй               | Первый               | Запасной                               | Турниры                      |
| ------- | ---------------- | --------------- | -------------------- | -------------------- | -------------------------------------- | ---------------------------- |
| 1987    | Marianne Amstutz | Sandra Bracher  | Франциска фон Кенель | Stephanie Walter     |                                        | ЧШЮ 1987 · ЧЕЮ 1987          |
| 1987—88 | Marianne Amstutz | Sandra Bracher  | Stephanie Walter     | Франциска фон Кенель |                                        | ЧМЮ 1988                     |
| 1996—97 | Мирьям Отт       | Марианн Флотрон | Франциска фон Кенель | Каролин Бальц        | Аннина фон Планта тренер: Эрика Мюллер | ЧЕ 1996                      |
| 1996—97 | Мирьям Отт       | Мануэла Корман  | Франциска фон Кенель | Каролин Бальц        | Марианн Флотрон                        | ЧШЖ 1997 · ЧМ 1997 (8 место) |

(скипы выделены полужирным шрифтом)